# Wiśniówek (województwo podlaskie)
Wiśniówek – wieś w Polsce położona w województwie podlaskim, w powiecie wysokomazowieckim, w gminie Wysokie Mazowieckie.
W latach 1975–1998 miejscowość należała administracyjnie do województwa łomżyńskiego.
Wierni kościoła rzymskokatolickiego należą do parafii św. Jana Chrzciciela w Wysokiem Mazowieckiem.

## Historia
W roku 1827 miejscowość liczyła 19 domów i 154 mieszkańców. 
W 1842 folwark Wiśniówek rozległy na 345 morgów. We wsi 18 osad, powierzchnia użytków rolnych wynosiła 51 morgów. Pod koniec XIX w. wieś i folwark Wiśniówek, w powiecie mazowieckim, gmina Dzięciel, parafia Dąbrowa Wielka.
W roku 1921 wyszczególniono:
- folwark Wiśniówek. Zanotowano tu 1 budynek z przeznaczeniem mieszkalnym oraz 10. mieszkańców (5. mężczyzn i 5 kobiet)
- wieś Wiśniówek. Było tu 24 budynki z przeznaczeniem mieszkalnym i 148. mieszkańców (77. mężczyzn i 71 kobiet). Wszyscy podali narodowość polską i wyznanie rzymskokatolickie[9].